# Linguolabial

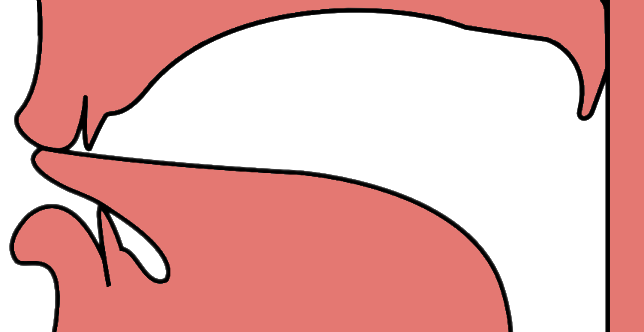
Produktion eines linguolabialen Plosivs

Linguolabial beschreibt in der Phonetik den Artikulationsort eines Lautes. Ein Linguolabial wird gebildet, indem die Zungenspitze gegen die obere Lippe gehalten wird.
Linguolabiale sind in den Sprachen der Welt äußerst selten, tauchen aber z. B. in verschiedenen Sprachen Vanuatus auf. Im Internationalen Phonetischen Alphabet werden Linguolabiale durch die Kombination eines alveolaren Konsonanten und einem untergesetzten Möwensymbol (◌̼  Unicode COMBINING SEAGULL BELOW U+033C) dargestellt.